# Première nation de Whapmagoostui
Pour les articles homonymes, voir Whapmagoostui.
La Première nation de Whapmagoostui est une bande indienne de la Première Nation des Cris du Québec au Canada. Elle vit principalement dans le village cri de Whapmagoostui faisant partie du territoire d'Eeyou Istchee dans le Nord-du-Québec. La bande possède également la terre réservée crie de Whapmagoostui couvrant une superficie de 205 km2. En 2017, la bande a une population inscrite de 994 membres. Elle est affiliée avec le Grand Conseil des Cris.

## Démographie
Les membres de la Première Nation de Whapmagoostui sont des Cris. En juin 2017, la bande avait une population inscrite totale de 994 membres dont 28 vivaient hors réserve. Selon le recensement de 2011 de Statistique Canada, l'âge médian de la population est de 22,7 ans.

## Géographie
Le siège du conseil de bande de la Première nation de Whapmagoostui est situé dans le village cri de Whapmagoostui dans le Nord-du-Québec. La bande possède également la terre réservée crie du même nom adjacente qui a une superficie de 205 km2. Le village est sous juridiction provinciale tandis que la terre réservée est sous juridiction fédérale. Les deux font partie du territoire d'Eeyou Istchee. Les villes importantes situées les plus près sont Rouyn-Noranda et Val-d'Or.

## Langues
La langue des Cris est le cri. Selon le recensement de 2011 de Statistique Canada, sur une population totale de 865 personnes, 93,6% connaissent une langue autochtone. Plus précisément, 91,3% de la population parlent une langue autochtone à la maison et 90,8% ont une langue autochtone encore parlée et comprise en tant que langue maternelle. En ce qui a trait aux langues officielles, 4,6% de la population connaissent les deux, 87,3% connaissent seulement l'anglais et 8,1% en connaissent aucune. 1,1% de la population parlent également au moins une autre langue.

## Gouvernement
La Première nation de Whapmagoostui est gouvernée par un conseil de bande élu selon la Loi sur les Cris et les Naskapis du Québec Pour le mandat de 2016 à 2020, ce conseil est composé de la chef Louisa Wynne, du vice-chef John Shem et de sept conseillers.